# Церковь Петра и Павла (Нови-Сад)
Церковь Петра и Павла — греко-католическая церковь в городе Нови-Сад Сербия, построенная в 1847 году и расположена в центре города на углу улиц Иоанна Суботича и Светозара Милетича. В настоящее время церковь действует, ведутся богослужения.

## История храма
Грекокатолический приход в Нови-Саде существует с 1780 года и принадлежит к Крижевацкой епархии, которая объединяет около 3000 верующих, 2500 русинов и около 500 украинцев.
Верующие грекокатолики - новосадские русины, которые были переселены в город в середине XVIII века в своих учениях объединяют элементы как Римско-католической, так и Православной церквей. По мнению многих, эта церковь является истинным примером уникальной христианской церкви с давних времен и до церковного раскола XI века.
Строительство здания началось в 1820 году. В 1847 году все строительные работы были завершены.
Церковь Святых апостолов Петра и Павла в Нови-Саде расположена на углу улиц Иоанна Суботича и Светозара Милетича.
В 1997 году строение отметило свой 150-летний юбилей. К годовщине существования церкви, церковный совет решил разместить на фасаде храма три иконы, выполненные в технике мозаики: икона Святого Павла, икона Святого Петра и центральная икона Иисуса на мантии с крестом над головой. Эти три значка вместе составляют великолепный триптих. Они были созданы Будапештским профессором изобразительного искусства Ласло Пушкашем. Пушкаш изготовил иконы в византийском стиле, в технике мозаики, в которой он использовал специально изготовленные детали из муранского стекла Венеции. Было использовано до 35 цветов, что делает их своего рода уникальными шедеврами изобразительного искусства. Стекло было изготовлено на знаменитой Фабрике "Олсони" на острове Мурано в Венеции.
Считается, что ценный иконостас был написан Арсением Теодоровичем, одним из самых выдающихся художников в XVIII и XIX веков, а также Иваном Иваничем.
Вся реконструкция церкви, которая состоялась в 1997 году был профинансирована семьей Колесар из Нови-Сад. Они также в дар церкви передали золотой крест, которые побудили другие религиозные общины Нови-Сада также вручить богатые подарки своим церквям. Член семьи Колесар - Фёдор, обозначил такой подарок тем, что именно так город  начнёт напоминать «золотой Киев».
Интерьер церкви был восстановлен в 1960 году. Сегодня эта церковь является архитектурным памятником города Нови-Сад. Напротив церкви, на углу улиц Иоанна Суботича и герцога Боевича, находится штаб-квартира греко-католического церковного муниципалитета.

## Фотогалерея

Виды церкви
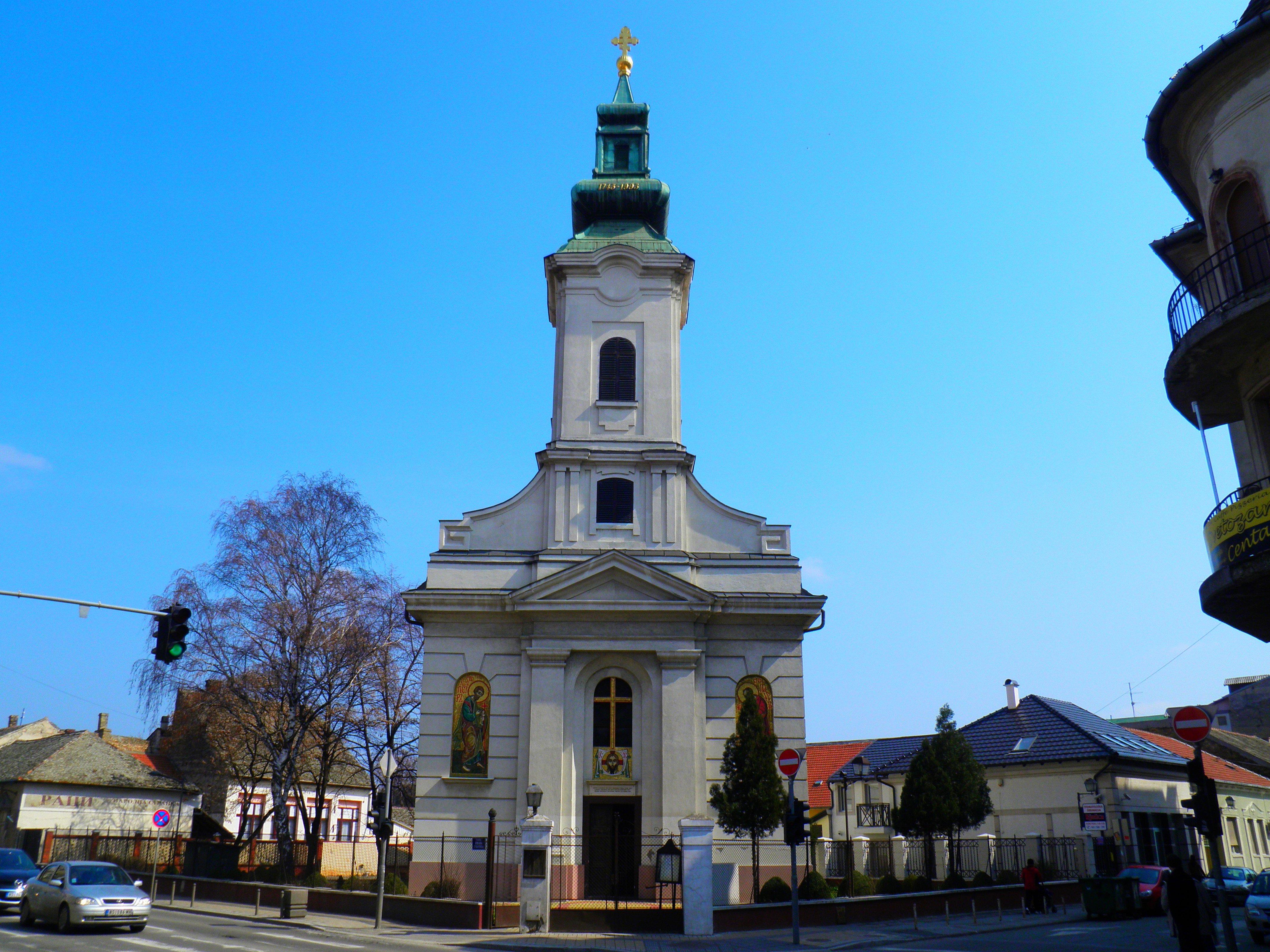
Панорама
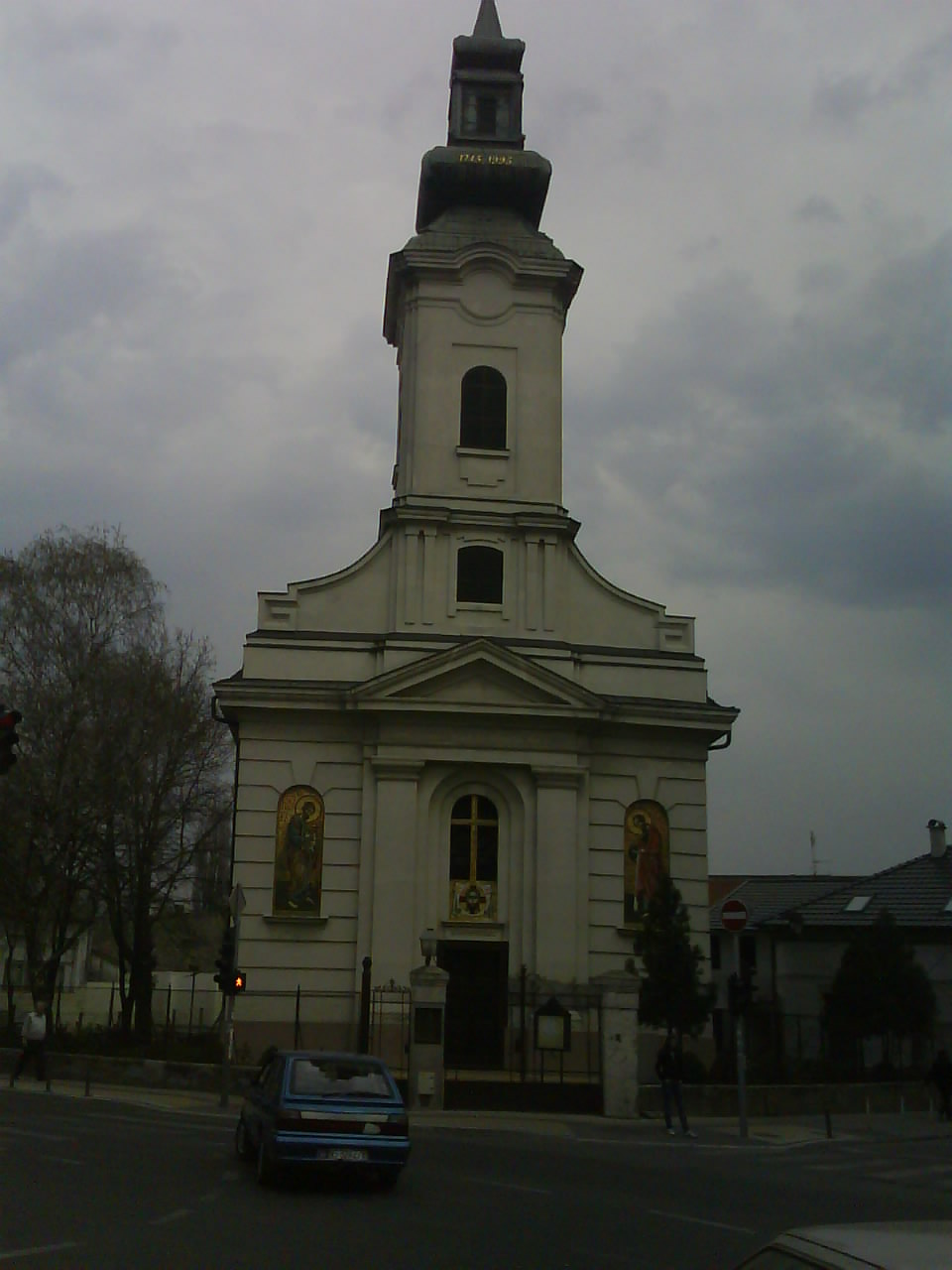
Церковь
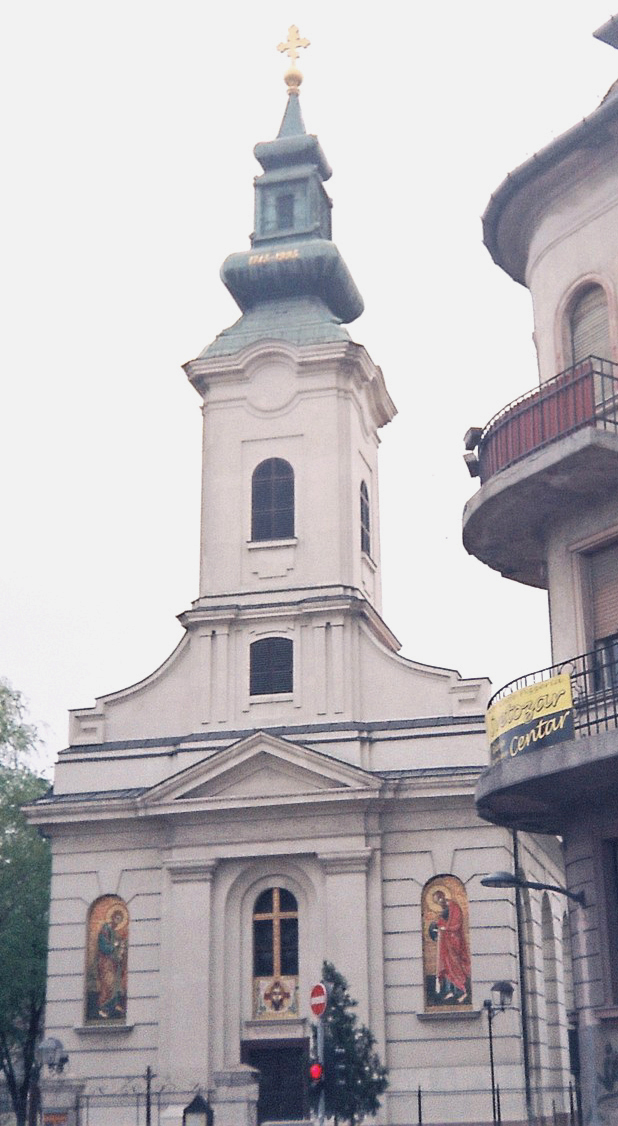
Нови-Сад